# Eugen Czaplewski
Alexander Emil Hermann Eugen Czaplewski (* 17. November 1865 in Königsberg (Preußen); † 15. November 1945 in Köln) war ein deutscher Hygieniker und Hochschullehrer in Königsberg und Köln.

## Leben
Czaplewski studierte an der Albertus-Universität Königsberg und der Ludwig-Maximilians-Universität München Medizin. In Königsberg wurde er 1899 zum Dr. med. promoviert. Danach war er Assistent in der Pathologie der Eberhard-Karls-Universität und im Hamburger Hygiene-Institut. Bei Erwin von Esmarch in Königsberg habilitierte er sich 1894 für Hygiene und Bakteriologie. 1897 wurde er in Königsberg Direktor des neuen Bakteriologischen Laboratoriums. Seit 1908 Professor, wurde er 1919 bei der Gründung der Universität zu Köln in den Lehrkörper übernommen.